# Caudecoste
Caudecoste ist eine französische Gemeinde mit 1.133 Einwohnern (Stand: 1. Januar 2022) im Département Lot-et-Garonne in der Region Nouvelle-Aquitaine. Sie gehört zum Arrondissement Agen und zum Kanton Le Sud-Est Agenais. Die Einwohner werden Caudecostais(es) genannt.

## Geographie
Die Gemeinde Caudecoste liegt etwa 15 Kilometer südöstlich von Agen. Die Garonne begrenzt die Gemeinde im Norden, im Südosten verläuft ihr Zufluss Auroue und im Westen der Estressol. Umgeben wird Caudecoste von den Nachbargemeinden Saint-Jean-de-Thurac im Norden, Saint-Nicolas-de-la-Balerme im Nordosten, Saint-Sixte im Osten, Dunes im Südosten, Cuq im Süden, Fals im Südwesten und Westen, Layrac im Westen sowie Sauveterre-Saint-Denis im Nordwesten. Durch die Gemeinde führt die Autoroute A62.

## Geschichte
Die Bastide wurde 1273 gegründet.

### Bevölkerungsentwicklung
| Jahr                       | 1962 | 1968 | 1975 | 1982 | 1990 | 1999 | 2006 | 2014 | 2022 |
| -------------------------- | ---- | ---- | ---- | ---- | ---- | ---- | ---- | ---- | ---- |
| Einwohner                  | 779  | 768  | 776  | 832  | 855  | 910  | 893  | 1010 | 1133 |
| Quellen: Cassini und INSEE |      |      |      |      |      |      |      |      |      |

## Sehenswürdigkeiten
- Kirche Sainte-Marie-Madeleine
- Reste der Befestigungen der Bastide
- Schloss Nauzelles, Ende des 17. Jahrhunderts erbaut, seit 1997 Monument historique

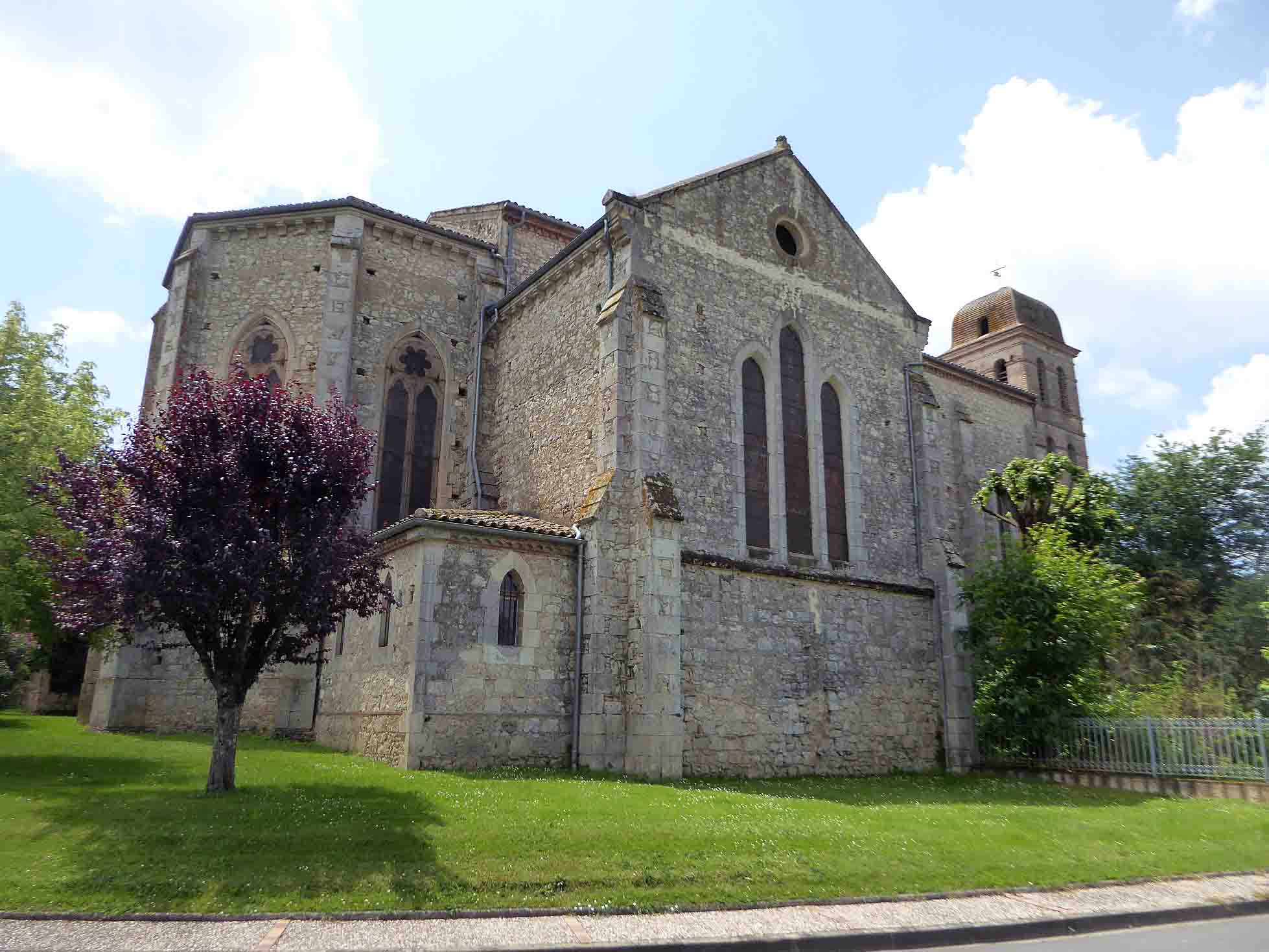
Kirche Sainte-Marie-Madeleine

## Gemeindepartnerschaft
Mit der französischen Gemeinde Balgau im Département Haut-Rhin (Elsass) besteht seit 1985 eine Partnerschaft.